# 毛叶假瘤蕨
毛叶假瘤蕨（学名：Phymatopteris nigrovenia）为水龙骨科假瘤蕨属下的一个种。

## 扩展阅读
- 維基物種上的相關：毛叶假瘤蕨